# 林西站
林西站，位于中华人民共和国内蒙古自治区赤峰市林西县林西镇，是集通铁路上的火车站，建于1995年，由集通铁路公司大板车务段管辖。2023年11月30日，配合集通鐵路宇宙地至平頂廟段雙線自動閉塞工程完工，新林西站正式啟用，成為集通鐵路電氣化工程中面積最大的新車站。

## 車站周邊
- 林西镇河沿村委会
- 锦绣大地公司

## 歷史
- 建于1995年。
- 2023年11月30日，配合集通鐵路宇宙地至平頂廟段雙線自動閉塞工程完工，新建林西站正式啟用，原有林西站正式關閉停用。